# MOTT

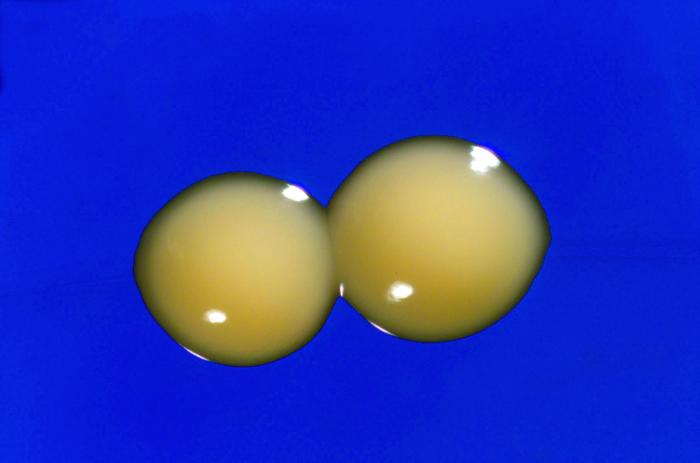
Mycobacterium cosmeticum

MOTT (englisch mycobacteria other than tuberculosis) ist eine klinisch übliche Abkürzung für sogenannte atypische, nichttuberkulöse Mykobakterien, das heißt alle für den Menschen potenziell (fakultativ) krankheitserregenden Mykobakterien außer den Erregern der Tuberkulose (der „Mycobacterium tuberculosis-Komplex“) und Mycobacterium leprae, dem Erreger der Lepra.
Den atypischen oder nichttuberkulösen Mykobakterien wurde erst längere Zeit nach der Beschreibung von Mycobacterium tuberculosis und M. leprae Beachtung geschenkt. Die nichttuberkulösen Mykobakterien wirken nur selten krankheitserregend; vor allem Patienten mit geschwächtem Immunsystem, wie z. B. AIDS-Patienten, sind von MOTT-Infektionen betroffen. Die in den letzten Jahrzehnten durch Fortschritte in der Biochemie und Gentechnik (DNA-Analysen, PCR) verbesserten Differenzierungs- und Erkennungsmethoden haben zu einer Beschreibung von immer mehr unter Umständen pathogen wirkenden Bakterienarten dieser Gruppe geführt.
Zu den typischen Krankheitsbildern, ausgelöst von nichttuberkulösen Mykobakterien zählen Lungeninfektionen, Hautinfektionen und Lymphadenitis, eine krankhafte Schwellung von Lymphknoten. Wichtige Beispielarten sind Mycobacterium avium (u. a. Lungeninfektionen, vor allem bei AIDS-Patienten) und Mycobacterium ulcerans (Buruli-Ulkus, eine Hautinfektion). Die Lungenerkrankungen lassen sich nicht von der typischen Tuberkulose unterscheiden, für die Diagnose ist eine Kultivierung nötig.
Teilweise werden zu MOTT außer den fakultativ, potenziell pathogenen auch alle (bis jetzt) als apathogen, also als nicht krankheitserregend, beschriebenen Mykobakterien gestellt. Weitere gängige Bezeichnungen sind: „Nontuberculous mycobacteria“ (NTM) oder „nichttuberkulöse Mykobakterien“. Die Bezeichnung „Potenziell pathogene Umwelt (environmental) Mykobakterien“ (PPUM bzw. PPEM) bezieht sich ausschließlich auf die fakultativ pathogenen Arten und auf die Tatsache, dass sie im Gegensatz zu den typischen Tuberkulose-Erregern, die sich nur innerhalb des Wirtes vermehren können, frei in der Umwelt vorkommen.

## Merkmale
Mycobacterium ist die einzige Gattung der Familie Mycobacteriaceae, welche zu den Actinobakterien zählt. Wie oben beschrieben, sind die nichttuberkulösen Mykobakterien innerhalb der Gattung durch die Art Mycobacterium leprae und den Mycobacterium tuberculosis-Komplex abgegrenzt. Zu letzterem zählen traditionell die Arten Mycobacterium tuberculosis, M. africanum, M. bovis und M. microti. In den letzten Jahren wurden weiterhin die Arten Mycobacterium canettii, M. caprae und M. pinnipedii zu dieser Gruppe gestellt. Es handelt sich um die Erreger der „klassischen“ Tuberkulose der Säugetiere und des Menschen.
Wie auch Mycobacterium leprae und die Arten des Mycobacterium tuberculose-Komplexes sind die nichttuberkulosen Mykobakterien stäbchenförmig, bilden keine Sporen und benötigen Sauerstoff, weshalb sie als obligat aerob bezeichnet werden. Sie führen einen chemoorganischen, aeroben Stoffwechsel durch und zählen zu den grampositiven Bakterien.
Ein wichtiges Kennzeichen ist eine die Zellwand bedeckende Wachsschicht. Sie besteht unter anderem aus Mykolsäuren, die für eine besondere Resistenz gegen äußere Einflüsse (z. B. gegen Antibiotika) sorgt. Der spezielle Zellwandaufbau sorgt für die Eigenschaft der Säurefestigkeit (engl.: acid-fast) dieser Bakterien. Diese Eigenschaft kann mit der Ziehl-Neelsen-Färbung nachgewiesen werden: Säurefeste Bakterien bleiben nach der Färbung mit Carbolfuchsinlösung und folgender Säurebehandlung rot gefärbt. Säurefest sind nur wenige andere Bakterien, wie einige Arten von Nocardia, Rhodococcus und Corynebacterium. Durch die Säurefestigkeit lässt sich auch die Gram-Färbung schlecht oder gar nicht durchführen.

## Vorkommen in der Umwelt
Die nichttuberkulären Mykobakterien sind die überwiegende Mehrheit unter den Mykobakterien und leben unter normalen Umständen frei in der Umwelt und ernähren sich von toten, organischen Material (saprophytisch). Sie wurden aus natürlichen Habitaten wie Staub, Erde, Moore, Süß-, Grund- und Meerwasser nachgewiesen. Auch künstliche, von Menschen erzeugte Lebensorte wie Trinkwasser oder Klärschlamm werden von verschiedenen Mykobakterien besiedelt. Einige Arten, wie M. kansasii und M. xenopi wurden bis jetzt ausschließlich in künstlichen Habitaten, wie Trinkwasser gefunden, das natürliche Habitat ist noch unbekannt.
In Böden wurden am häufigsten M. fortuitum, ein Auslöser von Hautinfektionen und Infektionen von Knochen oder Gelenken, und selten Hauterkrankungen verursachende Vertreter des M. terrae-Komplexes (M. terrae und M. nonchromogenicum) gefunden. M. fortuitum besitzt eine hohe Resistenz gegenüber Desinfektionsmitteln, das Bakterium stellt somit in der Klinik eine Gefahr dar. Infektionen von M. fortuitum sind z. B. schon bei Einsatz von Implantaten aufgetreten.
Weitere häufig weltweit in Bodenproben nachgewiesene Arten sind M. gordonae, M. vaccae, M. scrofulaceum und M. smegmatis. Vertreter des M. terrae-Komplexes und M. fortuitum sind auch im Hausstaub weltweit häufig nachgewiesen worden. M. fortuitum wurde auch aus Meerwasser isoliert, weitere hier gefundenen Arten sind M. chelonae, M. marinum und M. gordonae.
Im Trinkwasser ist Mycobacterium gordonae eine wichtige Art der nichttuberkulösen Mykobakterien. Weitere hier häufig isolierte Arten sind die Vertreter des MAC-Komplexes (M. avium und M. intracellulare), M. gastri, M. kansasii und M. xenopi. Hierbei wurde M. kansasii am häufigsten aus Trinkwasseranlagen in Europa und USA isoliert. Einige Arten, wie M. kansasii und M. avium, sind offensichtlich auch in der Lage sich im (destillierten) Trinkwasser zu vermehren, eine Eigenschaft, die eine Gefahrenquelle besonders für Krankenhäuser darstellt.
Einige Arten der atypischen Mykobakterien sind bei Tieren natürliche Krankheitserreger. Mycobacterium avium kann die Geflügeltuberkulose bei Vögeln auslösen.

## Epidemiologie
Die „typischen“ Tuberkulose- und Lepraerreger sind obligate Parasiten und können sich nur innerhalb des Wirtes vermehren. Im Unterschied dazu sind die atypischen Mykobakterien freilebend und kommen weltweit im Wasser und Boden vor. Die Infektionen mit diesen Erregern geschehen über Staub, Erde, Nahrungsmitteln (rohe Milch, Wasser oder Fleisch). Direkte Übertragung von Tier auf Mensch sind bisher nicht dokumentiert worden. Sie sind nur selten für Menschen krankheitserregend. Bei immungeschwächten Menschen (z. B. bei AIDS) und unspezifischen Lungenerkrankungen können sie allerdings zu opportunistischen Infektionen führen.
Von Mykobakterien ausgelösten Krankheiten werden allgemein als Mykobakteriosen bezeichnet.

## Klinik
Häufig können die MOTT (z. B. Mycobacterium marinum) zu Granulomen (Schwimmbadgranulom) führen. Andere MOTT führen zu tuberkuloseähnlichen Lungenerkrankungen (z. B. Mycobacterium kansasii) mit schwacher Tuberkulinreaktion. Bei Kindern kann die zervikale Lymphadenitis u. a. durch Mycobacterium avium hervorgerufen werden. Bei AIDS-Patienten werden die Infektionen oft durch Mycobacterium avium oder Mycobacterium intracellulare aufgerufen. Diese disseminierten Infektionen treten beim Absinken der T-Lymphozyten z. B. in Leber, Milz oder Dünndarm auf. Bei diesen Patienten ist der Lungenbefall selten. Bei Patienten mit Bronchiektasen, zum Beispiel im Rahmen einer Mukoviszidose, ist eine Besiedlung des Trachealsekretes mit Mycobacterium avium oder Mycobacterium intracellulare problematisch und kann zur Verschlechterung der Lungenfunktion führen.

## Diagnose
Meist durch Anamnese, Klinik und dem spezifischen Nachweis der Erreger aus Blut-, Stuhl-, Urin- oder Biopsieproben.

## Therapie
Antimikrobielle Wirkstoffe gegen NTM sind etwa Amikacin in Kombination mit Clarithromycin oder Azithromycin (bei Mycobacterium avium kombiniert mit Ethambutol und Rifampicin) und Cefoxitin, bei ausbleibendem Behandlungserfolg auch Imipenem. Schwer therapierbar sind dabei Infektionen mit M. abscessus, M. avium-Komplex, M. chelonae-Komplex, M. fortuitum-Komplex, M. genavense und M. simiae.

## Systematik und Unterteilung
Von der Artenzahl dominieren die freilebenden nichttuberkulösen Mykobakterien, tatsächlich stellen die sich nur im Wirt vermehrenden, obligat pathogenen Mykobakterien (Mycobacterium tuberculose-Komplex und Mycobacterium leprae) die Minderheit dar, von daher ist der Begriff atypische Mykobakterien als veraltet anzusehen.
Die Unterteilung der nichttuberkulösen Mykobakterien nach Runyon erfolgt nach Wachstumsgeschwindigkeit und Pigmentbildung bei Belichtung (sogenannte Photochromogenität).
- Gruppe I: Photochromogene (Pigmentbildung nur im Licht), langsam wachsende (slow growers) MOTT: z. B. Mycobacterium kansasii
- Gruppe II: Skotochromogene (auch im Dunkeln Pigmente bildende) slow growers MOTT, z. B. Mycobacterium xenopi.
- Gruppe III: Nichtchromogene (nichtpigmentierte) slow growers, z. B. Mycobacterium avium und Mycobacterium ulcerans.
- Gruppe IV: Schnellwachsende, z. B. Mycobacterium fortuitum

Die schnellwachsende Mykobakterien (Gruppe IV), auch als „Rapid growers“ bezeichnet haben eine Generationszeit von 1 bis 4 Stunden, die Kulturen sind innerhalb einer Woche ohne Mikroskop gut zu erkennen und sind zum größten Teil für den Menschen apathogen. Mykobakterien mit einer Generationszeit von 6 bis 24 Stunden werden als „Slow growers“ (langsamwachsend) bezeichnet, die Kulturen benötigen länger als 7 Tagen um makroskopisch gut sichtbar zu werden. Innerhalb der „slow growers“ ist die Mehrzahl der bisher nachgewiesenen, fakultativ humanpathogenen Arten vertreten. Der gesamte Mycobacterium tuberculosis-Komplex und Mycobacterium leprae zählen zu der Gruppe III. Die Kulturen der langsamwachsenden Mykobakterien werden frühestens nach 7 Tagen mit dem bloßen Auge sichtbar.
Das Pigmentverhalten spiegelt keine phylogenetischen Beziehungen wider, phylogenetisch relevant ist allerdings die Wachstumsgeschwindigkeit. Die Unterteilung in langsam und schnell wachsende Mykobakterien kann als Basis für die Erstellung von phylogenetischen Stammbäumen der Mykobakterien genutzt werden.

## Vertreter (Auswahl)
Eine Liste von einigen Vertretern nach dem Runyon-Prinzip mit Angaben zum Vorkommen und verursachten Erkrankungen:

### Gruppe I (Photochromogene langsamwachsende)
- M. kansasii: Vor allem in Europa und USA vorkommender Erreger von dissiminierten Infektionen sowie tuberkuloseähnlichen Erkrankungen der Lunge und selten auch Lymphadenitis und Hauterkrankungen verursachend.
- M. marinum: Weltweit verbreiteter Auslöser des Schwimmbadgranuloms, einer Hauterkrankung. Selten auch Verursacher dissiminierter Infektionen.
- Weitere Vertreter: M. asiaticum und M. simiae (selten Lungenerkrankungen und disseminierte Infektionen verursachend)

### Gruppe II (Skotochromogene langsamwachsende)
- M. scrofulaceum: Ein weltweit verbreiteter Erreger von Lymphadenitis, selten auch von Lungenerkrankungen und disseminierten Infektionen
- M. gordonae: Dieser saprophytische Vertreter ist ubiquitär verbreitet, er wurde aus Böden und Wasser isoliert. Da er auch aus Leitungswasser isoliert wurde, ist M. gordonae im englischen unter dem Namen „tap water bacillus“ bekannt. Mycobacterium aquae ist ein Synonym.
- M. szulgai: Ein möglicher Verursacher von Lungenkrankheiten und selten auch Lymphadenitis, disseminierten Infektionen und Hauterkrankungen, der weltweit von Patienten isoliert wurde. Das eigentliche Habitat (Boden, Wasser) ist noch unklar.
- M. xenopi: Erreger von Lungenkrankheiten und selten auch schweren disseminierten Infektionen, wächst bei Temperaturen von bis zu 45 °C und wurde in Europa und Kanada beobachtet.
- Weitere Vertreter: M. scrophulaceum (Lymphadenitis), M. szulgae und M. flavescens

### Gruppe III (Nichtpigmentierte langsamwachsende)
- Mycobacterium avium-Komplex (MAC): Zu MAC gehören Mycobacterium avium und Mycobacterium intracellulare. Sie sind weltweit verbreitet und Erreger von Lungenerkrankungen und Lymphadenitis sowie selten auch Hauterkrankungen.
- M. ulcerans: Der Auslöser des Buruli-Ulkus (eine Hautinfektion) kommt vor allem in den Tropen (auch in Australien) vor.
- M. haemophilum: Der schwere dissiminierte Infektionen sowie selten Hautinfektionen, Lungenerkrankungen und Lymphadenitis verursachende Erreger tritt in Australien und USA auf. Im Unterschied zu anderen Mykobakterien ist die Kultivierung nur mit Zusatz von Eisen möglich.
- M. malmoense: tritt am häufigsten in Nordeuropa, zum Beispiel in England und Skandinavien, auf und ist Erreger von Lungenkrankheiten und Lymphadenitis sowie selten auch von Hauterkrankungen und dissiminierten Infektionen.

### Gruppe IV (schnellwachsende)
- M. fortuitum: Hautausschlag, hohe Resistenz bei Desinfektionsmitteln: Infektionen bei Fremdkörpern, z. B. bei Einsatz von Implantaten. Selten auch Lymphadenitis und dissiminierte Infektionen verursachend.
- M. abscessus: Hauterkrankungen, Lungenerkrankungen und selten Lymphadenitis und dissiminierte Infektionen, weltweit, vor allem in Europa und in den USA verbreitet.
- M. chelonae: Haut- oder Weichteilinfektionen, dissiminierte Infektionen, Abszesse und auch Knochen-, Gelenkinfektionen, selten auch Lungenerkrankungen und Lymphadenitis verursachend.
- M. smegmatis: selten Lungenerkrankungen und Hauterkrankungen verursachend.

### Einige apathogene Arten
Folgende Arten gelten als apathogen, d. h. sie konnten bis jetzt noch nicht mit Krankheiten des Menschen in Verbindung gebracht werden (alle zählen zu den schnellwachsenden Mykobakterien):
- M. brumae
- M. chitae
- M. confluentis
- M. fallax
- M. moriokaense